# Skylar Astin
Skylar Astin, właściwie Skylar Astin Lipstein (ur. 23 września 1987 w Nowym Yorku) – amerykański aktor filmowy, telewizyjny i teatralny, model i piosenkarz pochodzenia żydowskiego.
Od 16 listopada 2006 do 23 września 2007 na Off-Broadwayu i Broadwayu grał postać Georga w musicalu rockowym Przebudzenie wiosny. W 2010 na scenie Hollywood Bowl wystąpił jako Mark Cohen w musicalu Rent. W 2016 w Carnegie Hall grał Tony'ego Wyzeka w musicalu West Side Story.
Występował w roli Jesse'ego Swanson'a w Pitch Perfect (2012) i Pitch Perfect 2 (2015).
10 sierpnia 2016 ożenił się z Anną Camp. Obecnie są w separacji.

## Wybrana filmografia

### Filmy fabularne
- 2009: Zdobyć Woodstock jako John P. Roberts
- 2012: Pitch Perfect jako Jesse Swanson
- 2012: Ralph Demolka jako Roy (głos)
- 2013: Nieletni/pełnoletni jako Casey Altman
- 2015: Pitch Perfect 2 jako Jesse Swanson

### Seriale TV
- 2011: Miłość w wielkim mieście jako Ben
- 2012: Dziewczyny jako Matt Kornstein
- 2012: Dr House jako Derrick
- 2013-2015: Między piętrami jako Brody Moyer
- 2014: Glee jako Jean Baptiste
- 2015: Halt and Catch Fire jako Jessie Evans
- 2016-17: Graves jako Isaiah Miller